# Kyi chu
La rivière Kyi (tibétain : སྐྱིད་ཆུ་, Wylie : sKyid chu, chinois : 拉萨河 ; pinyin : lāsà hé ; litt. « Rivière de Lhassa ») est un affluent nord du Yarlung Tsangpo dans la Région autonome du Tibet, en République populaire de Chine.
Il prend sa source principale dans les Monts Nyenchen Tanglha par son influent principal, qu'est le Reting Tsangpo. Il traverse Lhassa avant de se jeter dans le Brahmapoutre.

## Histoire
Riwo Ganden Nampar Gyelpé Ling, la première forteresse de la secte Gelugpa, est construite sur la rive gauche en 1409, à environ 56 km en amont de Lhassa. En 1416, le monastères de Chödra Chenpo Penden Drepung est construit sur la rive droite près de la forteresse de Neudzong.
Avant l'Intervention militaire chinoise au Tibet de 1950–1951) Peter Aufschnaiter, qui était ingénieur agronome de formation, conçut un barrage sur la rivière Kyi chu pour protéger le palais de Norbulingka des inondations ainsi qu'un canal d'amenée d'eau à Lhassa. Heinrich Harrer surveillait la réalisation des travaux.
En 1948, Heinrich Harrer doit intervenir afin de renforcer une digue qui protège le Norbulingka des inondations du Kyi chu, large de 2 kilomètres après la mousson.  Pour effectuer cette tâche, Harrer dirige 500 soldats et 1 000 terrassiers ; il obtient du gouvernement tibétain qu'un salaire soit versé aux ouvriers. Lors des travaux, Harrer mentionne quelques difficultés, le rendement des Tibétains est très inférieur à celui des travailleurs occidentaux. En particulier, les ouvriers s'arrêtent de travailler pour secourir les vers de terre quand ceux-ci sont découverts. Plusieurs centaines de femmes travaillent sur le chantier et les soldats ne manquent pas de lancer des plaisanteries à leur égard, celles-ci leur répondent prestement. De plus, Harrer dirige une flottille de 40 barques en peau de Yak. Les bateliers transportent des blocs de granit qui sont extraits d'une carrière située en amont du Norbulingka. Il indique par ailleurs que le chantier destiné à protéger le palais reçoit souvent la visite de membres du gouvernement tibétain. Avant de quitter le chantier, ils remettent des écharpes de soie et font distribuer des récompenses aux ouvriers.

## Assainissement
En juillet 2011, une usine de traitement des eaux usées, conçue pour traiter 50 000 tonnes d'eaux usées par jour, a été mise en service ; auparavant, les eaux usées de Lhassa étaient rejetées sans traitement dans les rivières.

### Référence
1. ↑  Dai Sijie, Les caves du Potala, Gallimard, 2020, 221 p. (ISBN 978-2-07-296427-5), p. 207 renvoi 13
2. ↑  (Tuttle et Schaeffer 2013, p. 267)
3. ↑  Heinrich Harrer Lhassa : le Tibet disparu, texte et photographies de Heinrich Harrer, Édition de La Martinière, 1997, p. 68.
4. ↑  Heinrich Harrer Sept ans d'aventures au Tibet, p. 209 et suivantes, traduction de Henry Daussy Arthaud, 1954  (ISBN 2-7003-0427-6).
5. ↑  « Chine : fin de la construction de la première entreprise de traitement des eaux usées à Lhassa », sur Le Quotidien du peuple en ligne, 15 juillet 2011